# La Leonesa
La Leonesa  è un municipio dell'Argentina, capitale del dipartimento di Bermejo, in provincia di Chaco.